# 스톰브레이커
《스톰브레이커》(영어: Stormbreaker, 혹은 영어: Alex Rider: Operation Stormbreaker, 영어: Alex Rider: Stormbreaker)는 2006년 개봉한 액션 첩보 영화이다.
영화 프랜차이즈의 첫 번째 출품작이 될 예정이었지만 극장 개봉 후 전 세계적으로 2,070만 달러에서 2,390만 달러 사이의 수익을 올리면서 4,000만 달러의 예산을 회수하지 못하고 흥행에 실패해 시리즈화가 무산되었다.

## 줄거리
14세 고아 소년 앨릭스 라이더는 삼촌 이언, 가정부 잭과 함께 살고 있다. 앨릭스는 이언을 은행원으로 알고 있었지만, 실제로는 영국 비밀정보부(MI6)의 스파이였고 임무 수행 중 살해된다.
앨릭스는 이언이 자신을 스파이로 훈련시켜왔다는 사실을 알게 되고, 잭의 비자 문제를 빌미로 협조를 강요받는다. 그는 특수 훈련 캠프에서 혹독한 훈련을 받고, 억만장자 데리어스 세일이 영국 전역 학교에 무료로 제공하는 첨단 슈퍼컴퓨터 시스템 코드 '스톰브레이커'를 조사하는 첫 임무를 맡게 된다.
앨릭스는 대회 우승자로 위장해 세일과 그의 조력자들을 만난다. 하지만 곧 정체가 들통이 나 세일에게 붙잡히고, 세일은 그의 계획을 밝힌다. 세일은 스톰브레이커 시스템에 치명적인 천연두 바이러스를 심어두었으며, 이를 이용해 영국 학생들을 모두 죽일 생각이라는 것이다. 앨릭스는 죽을 위기에 처하지만 특수 장비를 이용해 탈출에 성공한다.
앨릭스는 런던 과학박물관에서 스톰브레이커가 활성화되기 직전 세일의 계획을 막고, 세일의 백업 계획을 저지하기 위해 친구 서비나와 함께 추격전을 벌인다. 본인 소유의 고층 건물 옥상에서 앨릭스와 사비나를 마주친 세일은 둘을 떨어뜨리려 한다. 그때 이언을 죽였던 야센이 나타나 세일을 사살하고 앨릭스를 구출한다. 야센은 앨릭스에게 복수를 포기하라고 하지만 앨릭스는 거절한다.
학교로 돌아온 앨릭스는 서비나와 함께 지난 일을 회상한다. 영화는 이야기가 끝나지 않았음을 암시하며 마무리된다.

## 출연
- 앨릭스 페티퍼 - 앨릭스 라이더 역
- 미키 루크 - 데리어스 세일 역
- 얼리샤 실버스톤 - 잭 스타브라이트 역
- 빌 나이 - 앨런 블런트 역
- 소피 오커네이도 - 존스 부인 역
- 데이미언 루이스 - 야센 그레고로비치 역
- 미시 파일 - 나디아 볼 역
- 스티븐 프라이 - 스미더스 역
- 세라 볼저 - 서비나 플레저 역
- 앤디 서키스 - 그린 씨 역
- 애슐리 월터스 - 울프 역
- 이완 맥그리거 - 이언 라이더 역
- 로비 콜트레인 - 총리 역
- 지미 카 - 존 크로퍼드 역

## 기타 제작진
- 라인 제작: 케번 밴톰프슨
- 협력 제작: 제시카 파커
- 배역: 세라 버드
- 미술: 리키 에어스
- 의상: 존 블룸필드
- 시각 효과 편집: 마크 생어